# Hamid Kahram
Hamid Kahram (Teheran, 1958 - 19 de març de 2020) va ser un polític i veterinari iranià membre del Parlament iranià en representació d'Ahwaz entre 2000 i 2004.
També va ser director general de l'Oficina de Beques i Intercanvi d'Estudiants, del Ministeri de Ciència, Recerca i Tecnologia.
Durant les eleccions presidencials de 2017, Kahram va ser el cap de la campanya de Hassan Rouhani a la província de Khuzestan.
Kahram va morir a l'Hospital Fioozgar de Teheran el dijous 19 de març al matí a conseqüència de la COVID-19.